# Гіппокоон (батько Зевксіппи)
Гіппокоон (дав.-гр. Ἱπποκόων, ім'я означає «вершник») — персонаж давньогрецької міфології, невідомого походження, батько Зевксіппи. Він видав свою дочку за Антифата, царя Аргосу. Більше нічого про нього невідомо. Цілком ймовірно, що він взагалі ідентичний царю Аміклеї Гіппокоону або його тезці, царю Спарти.